# ダメーク仏塔
ダメク仏塔（ダメック、ダメカとも綴られる）は、インドのウッタル・プラデーシュ州サールナートの鹿公園に位置する巨大な仏塔です。 ダメク仏塔は、仏教徒にとって最も重要な8つの巡礼地の1つであり、仏陀が最初の5人の弟子であるカウンディニャ、アッサジ、バディヤ、ヴァッパ、マハナマに最初の教えを授けた場所です。 5人の弟子全員が最終的に涅槃に達しました。 ラリタヴィスタラ経によれば、仏陀は最初の仏教の教えを説いた場所として「バラナシ郊外の倒れた聖者の丘の近くの鹿公園」を選んだと語っている。